# فندق راديسون بلو (يريفان)
فندق راديسون بلو (الأرمينية: Ռեդիսոն Բլու Հոթել Երևան) هو فندق 5 نجوم في يريفان، أرمينيا. تديره فنادق راديسون تحت علامة فنادق بلو التجارية.
تم افتتاح الفندق في الأصل عام 2005 باسم غولدن بالاص يريفان. ومع ذلك، فقد تم تجديده بالكامل وتوسيعه بين عامي 2014 و2016 لتتم إعادة افتتاحه في يوليو 2016 في فندق راديسون بلو في يريفان.
يقع الفندق في 2/2 شارع الحرية في منطقة كناكار زيتون، داخل حديقة النصر بالقرب من درج شلال يريفان.